# John Sutton (géologue)
Pour les articles homonymes, voir John Sutton et Sutton.
John Sutton (8 juillet 1919 - 6 septembre 1992) est un géologue anglais .

## Biographie
Né à Londres dans la famille qui a fondé Suttons Seeds, le père de John est un ingénieur crédité d'avoir inventé la tondeuse à gazon à moteur, entre autres choses, et sa mère est professeur de classiques. En 1937, il entreprend un diplôme de sciences générales à l'Imperial College, obtenant son diplôme de géologie en 1941 avec un diplôme abrégé spécialisé (et non un diplôme spécialisé) pour le service de guerre dans l'armée.
De 1946 à 1949, il entreprend des recherches sur le gneiss lewisien du NWScotland avec sa camarade Janet Watson.
Il est doyen de la Royal School of Mines (1965–68 et 1974–77); membre du comité consultatif scientifique de la BAS (1970-1985); membre du NERC (1977-1979); Président, British National Committee on Antarctic Research, en 1979.
Il est élu président de l'Association des géologues pour 1966-1968 . Il est également élu membre de la Royal Society en 1966, dont il est vice-président en 1975.
Il est mort en 1992 et est enterré à Martinstown, Dorset. Il est commémoré par les Sutton Heights en Antarctique.